# Mitostoma
Genre
Mitostoma est un genre d'opilions dyspnois de la famille des Nemastomatidae.

## Distribution
Les espèces de ce genre se rencontrent en Europe et en Turquie.

## Liste des espèces
Selon World Catalogue of Opiliones (11/05/2025) :
- Mitostoma alpinum (Hadži, 1931)
- Mitostoma anophthalmum (Fage, 1946)
- Mitostoma atticum (Roewer, 1928)
- Mitostoma cancellatum (Roewer, 1917)
- Mitostoma carneluttii Hadži, 1973
- Mitostoma chrysomelas (Hermann, 1804)
- Mitostoma daccordii Tedeschi & Sciaky, 1997
- Mitostoma fabianae Tedeschi & Sciaky, 1997
- Mitostoma gracile (Redikortsev, 1936)
- Mitostoma macedonicum Hadži, 1973
- Mitostoma olgae (Šilhavý, 1939)
- Mitostoma orobicum (Caporiacco, 1949)
- Mitostoma patrizii Roewer, 1953
- Mitostoma pyrenaeum (Simon, 1879)
- Mitostoma sabbadinii Tedeschi & Sciaky, 1997
- Mitostoma valdemonense Marcellino, 1974
- Mitostoma zmajevicae Hadži, 1973
- † Mitostoma denticulatum (Koch & Berendt, 1854)
- † Mitostoma gruberi Dunlop & Mitov, 2009

## Systématique et taxinomie
Ce genre a été décrit par Roewer en 1951 dans les Nemastomatidae.

## Publication originale
- Roewer, 1951 : « Über Nemastomatiden. Weitere Weberknechte XVI. » Senckenbergiana, vol. 32, p. 95–153.